# Calirroé
Calirroé era uma donzela da região onde, no futuro, seria fundada Calidonte. Corésos, sacerdote de Dionísio, era apaixonado por Calirroé, mas ela o odiava com a mesma intensidade com que ele a amava.
Corésos tentou conquistar o amor de Calirroé, mas ela não mudou de ideia; Corésos então foi ao altar de Dionísio e suplicou à sua imagem, e o deus fez os calidônios ficarem enlouquecidos, como se estivessem bêbados.
Os calidônios consultaram o oráculo de Dodona, e a resposta foi que a ira de Dionísio só seria aplacada se Corésos sacrificasse Calirroé, ou outra pessoa que tivesse a coragem de morrer em seu lugar. A donzela, vendo que não havia escapatória, tentou que seus pais adotivos se sacrificassem, mas sem sucesso.
Quando tudo estava pronto para o sacrifício, com Calirroé pronta no altar, Corésos, com seu ressentimento dando lugar ao amor, matou-se, poupando Calirroé, mostrando que seu amor era mais verdadeiro do que qualquer outro homem.
Quando Calirroé viu Corésos morto, arrependeu-se, e sentiu vergonha da sua conduta para com ele; ela cortou sua própria garganta em uma fonte, que passou a se chamar fonte Calirroé por causa dela.